# Bomba de aceite en motores de combustión interna

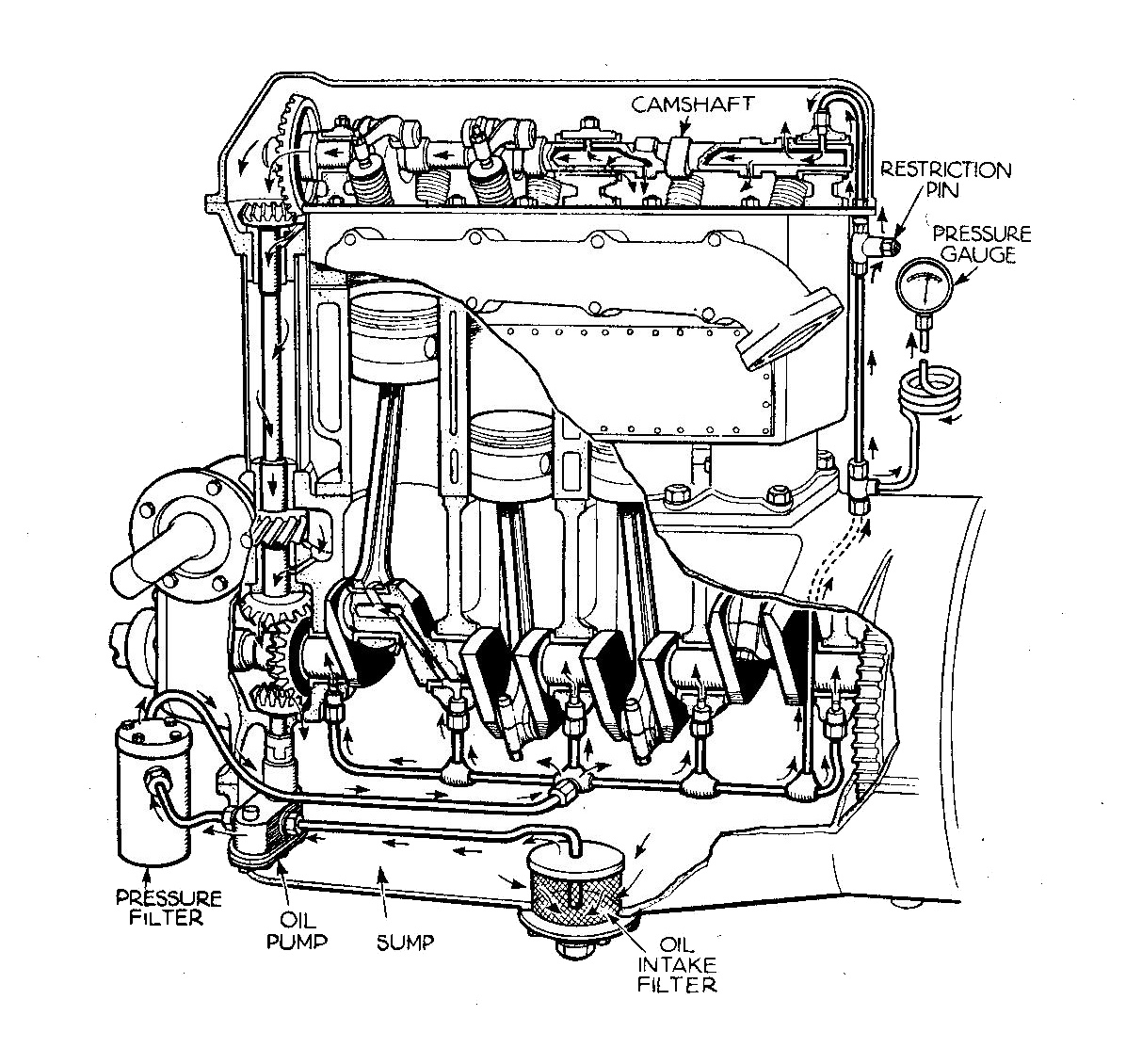
Circuito del aceite

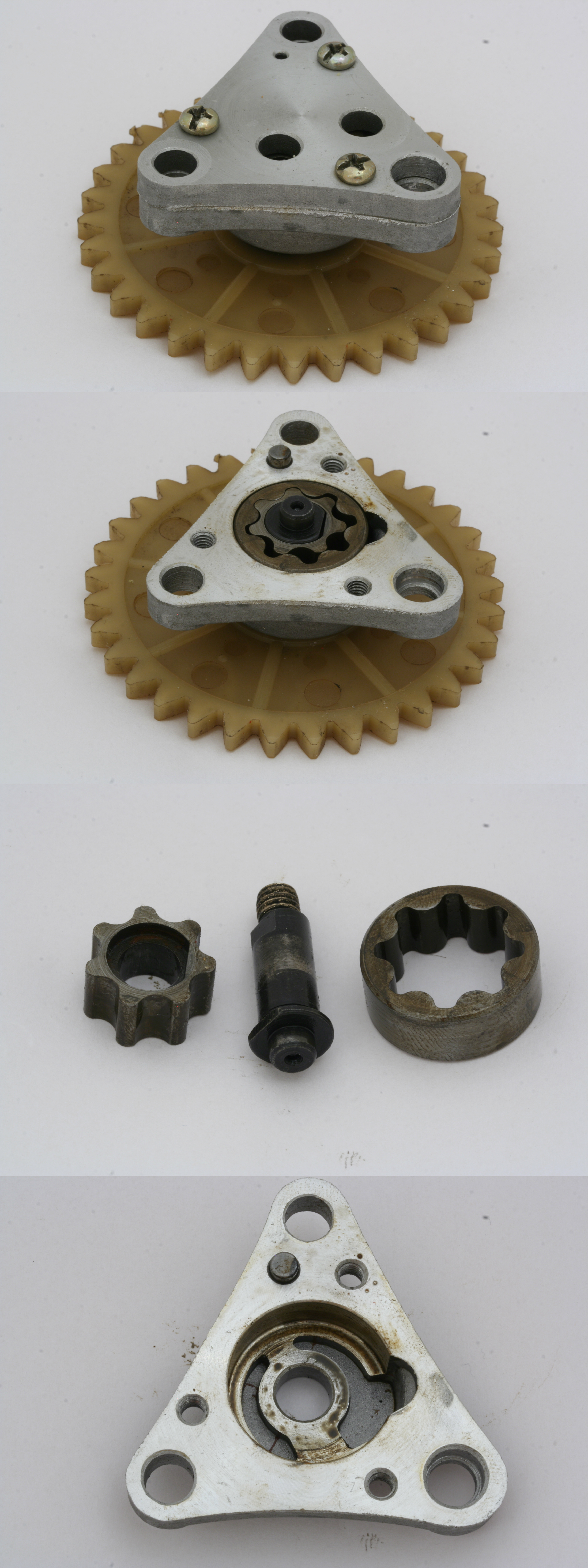
Elementos de una bomba de aceite de un motor de scooter.

La bomba de aceite en un motor de combustión interna conduce aceite de motor en un circuito presurizado, lubricando pistones y camisas de los cilindros del motor. La función del aceite además de lubricar, es de reducir los ruidos y refrigerar.
Además de su uso principal para lubricar, el aceite bajo presión se utiliza mucho como fluido oleohidráulico de pequeños actuadores. Uno de los usos más destacados en este campo es el de la válvula de actuación. Cada vez es más común ver también su uso aplicado a los sistemas de correa de distribución o distribución de válvulas variable.

## Bombas
Hay distintos tipos de bombas. Bomba de engranajes gerotores y compresor rotativo de paletas son los más comunes. La bomba de pistón era más común en el pasado, pero hoy en día solo se emplea en motores pequeños, como cortacésped o motosierras.
Para evitar que la bomba tenga que cebarse, esta está siempre colocada en un punto bajo, ya sea sumergida o al nivel del cárter de aceite.
Para mejorar su capacidad de aspiración, la bomba de aceite está montada en el bloque motor, normalmente dentro del cárter, sumergida en el aceite.
El giro de los engranajes produce el arrastre del aceite que llega a través del filtro de bomba. El aceite pasa entre los huecos de los dientes de los piñones, por ambos lados del cuerpo de bomba, para salir por el otro extremo a las canalizaciones de engrase.

## Presión del aceite
La presión generada en la mayoría de motores debe ser de unos 10 psi a 1000 revoluciones (rpm), con un pico de 55 a 65 psi.
La presión en el circuito se regula mediante una válvula de descarga, que permite la apertura de un by-pass cuando la presión aumenta excesivamente.
La presión excesiva se produce en los altos regímenes del motor o cuando el aceite está frío, siendo capaz de comprimir el muelle de la válvula de descarga. De este modo, se mantiene en el valor deseado la presión de aceite del sistema.
Generalmente, la válvula de descarga limita la presión a valores entre 4 y 6 kg/cm². Esa válvula, aunque usualmente se incorpora en la bomba, puede instalarse en cualquier punto de la canalización principal de engrase. El aceite sobrante, objeto de la presión excesiva, se vierte al cárter.
La mayoría de las bombas de aceite reciben su movimiento del árbol de levas, sin embargo, algunas bombas son accionadas por el cigüeñal.